# Atletica leggera ai XIX Giochi del Mediterraneo - Mezza maratona maschile
La mezza maratona maschile ai XIX Giochi del Mediterraneo si è svolta il 1º luglio 2022.

## Calendario
| Data      | Ora  | Turno  |
| --------- | ---- | ------ |
| 1º luglio | 8:00 | Finale |

## Risultati

### Finale
| Posizione | Atleta             | Nazionalità | Tempo    | Note                                     |
| --------- | ------------------ | ----------- | -------- | ---------------------------------------- |
| Oro       | Mochin Outalha     | Marocco     | 1h04'05" | Miglior prestazione personale stagionale |
| Argento   | Benjamin Choquert  | Francia     | 1h04'19" |                                          |
| Bronzo    | Soufiyan Bouqantar | Marocco     | 1h04'57" |                                          |
| 4         | Sezgin Ataç        | Turchia     | 1h05'02" |                                          |
| 5         | Amine Khadiri      | Cipro       | 1h06'18" |                                          |
| 6         | Nabil El Hannachi  | Algeria     | 1h07'06" | Miglior prestazione personale stagionale |
| 7         | Hadi El Laameuch   | Algeria     | 1h07'24" | Miglior prestazione personale stagionale |
| 8         | Yoann Kowal        | Francia     | 1h09'34" |                                          |
| 9         | Geoffrey Le Dean   | Francia     | 1h10'31" | Miglior prestazione personale stagionale |
| 10        | Dillon Cassar      | Malta       | 1h14'41" | Miglior prestazione personale stagionale |
| -         | Rabah Aboud        | Algeria     | dnf      |                                          |
| -         | Atef Saad          | Tunisia     | dnf      |                                          |
| -         | Ramazan Ozdemir    | Turchia     | dnf      |                                          |